# Édouard Joseph Dantan
Édouard Joseph Dantan (Parigi, 26 agosto 1848 – Villerville, 7 luglio 1897) è stato un pittore francese.

## Biografia
Sia suo padre Antoine Laurent Dantan che lo zio Jean-Pierre Dantan erano entrambi noti scultori. Frequentò l'Ecole des Beaux-Arts e poi e fu allievo di Isidore Pils e Henri Lehmann. Ha mostrato fin dall'infanzia un talento speciale tanto che all'età di diciannove anni si aggiudicò una commissione per un grande dipinto murale della Santa Trinità per la chiesa di Marne (Seine-et-Oise). Fece il suo esordio al Salone nel 1869 con una tela raffigurante la distruzione di Pompei, che in seguito venne esposta a Monaco e venne rubata all'artista dai tedeschi durante la guerra del 1870. Nel 1870 la guerra franco-prussiana interruppe il suo lavoro; si arruolò nell'esercito con il grado di sergente e fu in seguito promosso a tenente. Due giorni dopo la firma dell'armistizio, dato che la sua casa era stata bruciata dai tedeschi e tutti gli interni erano stati distrutti, il suo quadro sulla fine di Pompei venne ritrovato a Versailles, arrotolato su un manico di scopa.
Negli anni dopo la guerra Dantan espose una serie di altri dipinti al Salon tra cui: Ercole ai piedi di Onfale (1871), Priamo supplica Achille per il corpo di Ettore (1877), Chiamata dei Santi Apostoli Pietro e Andrea (1878), Angolo d'atelier (1880). Dantan continuò ad esporre al Salone fino al 1895 e nel 1890, 1894 e 1895 ha fatto parte della giuria del Salone.
Per dodici anni sua compagna fu la modella Agostina Segatori, che aveva anche posato per artisti come Jean-Baptiste Camille Corot, Jean-Léon Gérôme, Eugène Delacroix e Édouard Manet. Da lei ebbe un figlio, Jean-Pierre, nel 1873. Più tardi si separarono e Agostina aprì un caffè sul Boulevard de Clichy, il Café du Tambourin, che divenne un luogo di incontro per artisti e intellettuali. Dantan trascorreva le sue estati a Villerville e qui morì accidentalmente il 9 luglio 1897, quando la carrozza che stava guidando, di ritorno da Trouville-sur-Mer, si schiantò violentemente contro la chiesa del villaggio. Venne sepolto nel cimitero di Saint-Cloud.

## Premi e riconoscimenti
Nel 1870 all'esposizione della Ecole Nationale des Beaux-Arts Dantan ricevette una menzione d'onore per la sua presentazione al Prix de Rome. Nel 1874 ha vinto una medaglia di terza classe per il suo Monaco che scolpisce un Cristo in legno. Nel 1880 ha vinto una medaglia di seconda classe per il suo Angolo d'atelier. Molti suoi dipinti sono stati acquistati dallo Stato francese. Ha ricevuto una medaglia d'oro all'Esposizione di Parigi del 1889.

## Galleria d'immagini

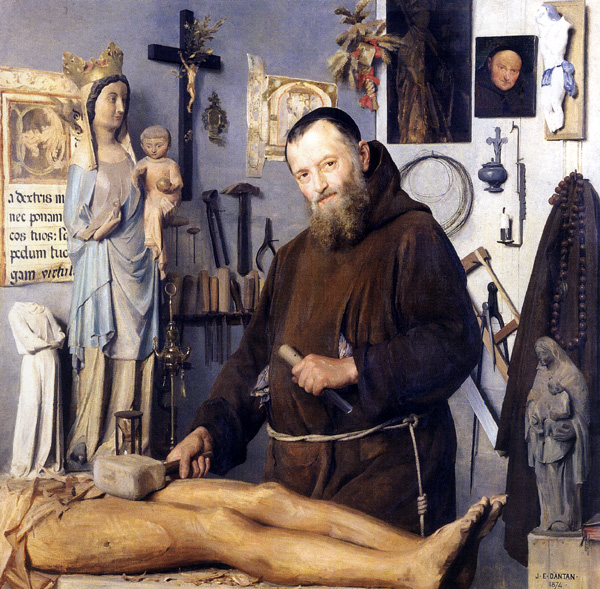
Monaco che scolpisce un Cristo in legno (1874)
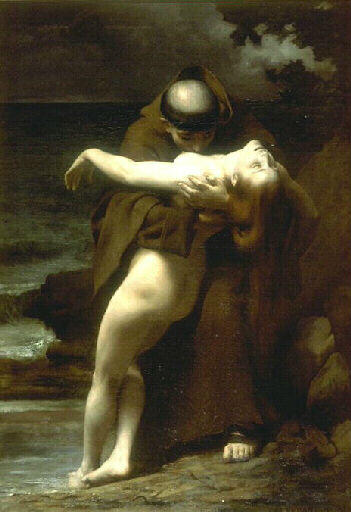
Phrosine et Mélidore (1878)
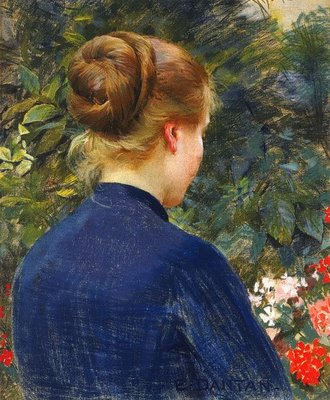
Ritratto (1880 circa)
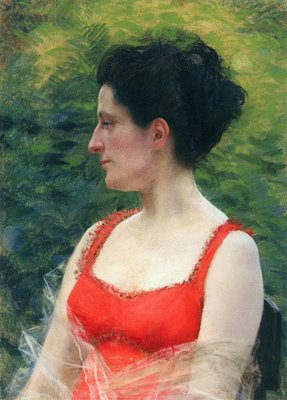
Ritratto (1880 circa)
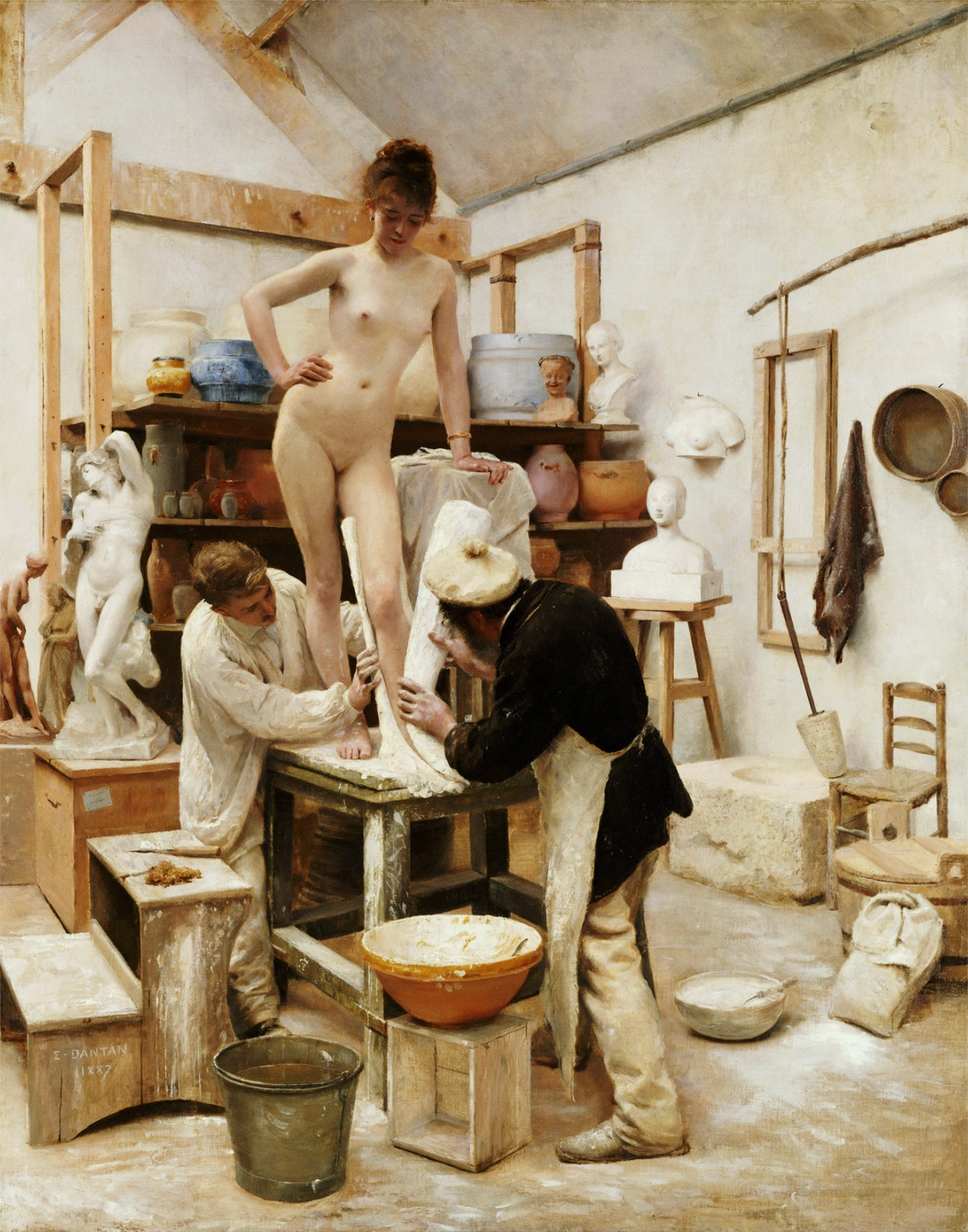
Dal naturale all'artificiale (1887)
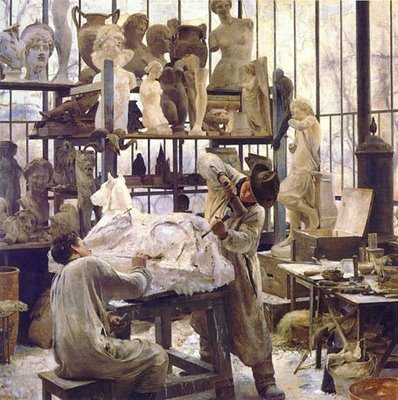
Scultore (1890 circa)
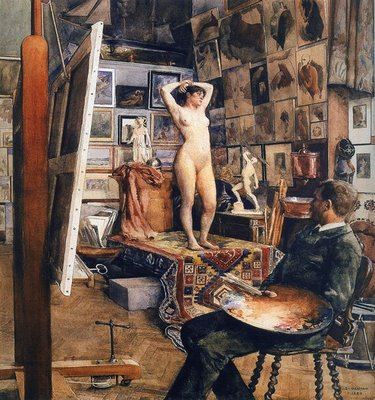
Angolo d'atelier (1890 circa)
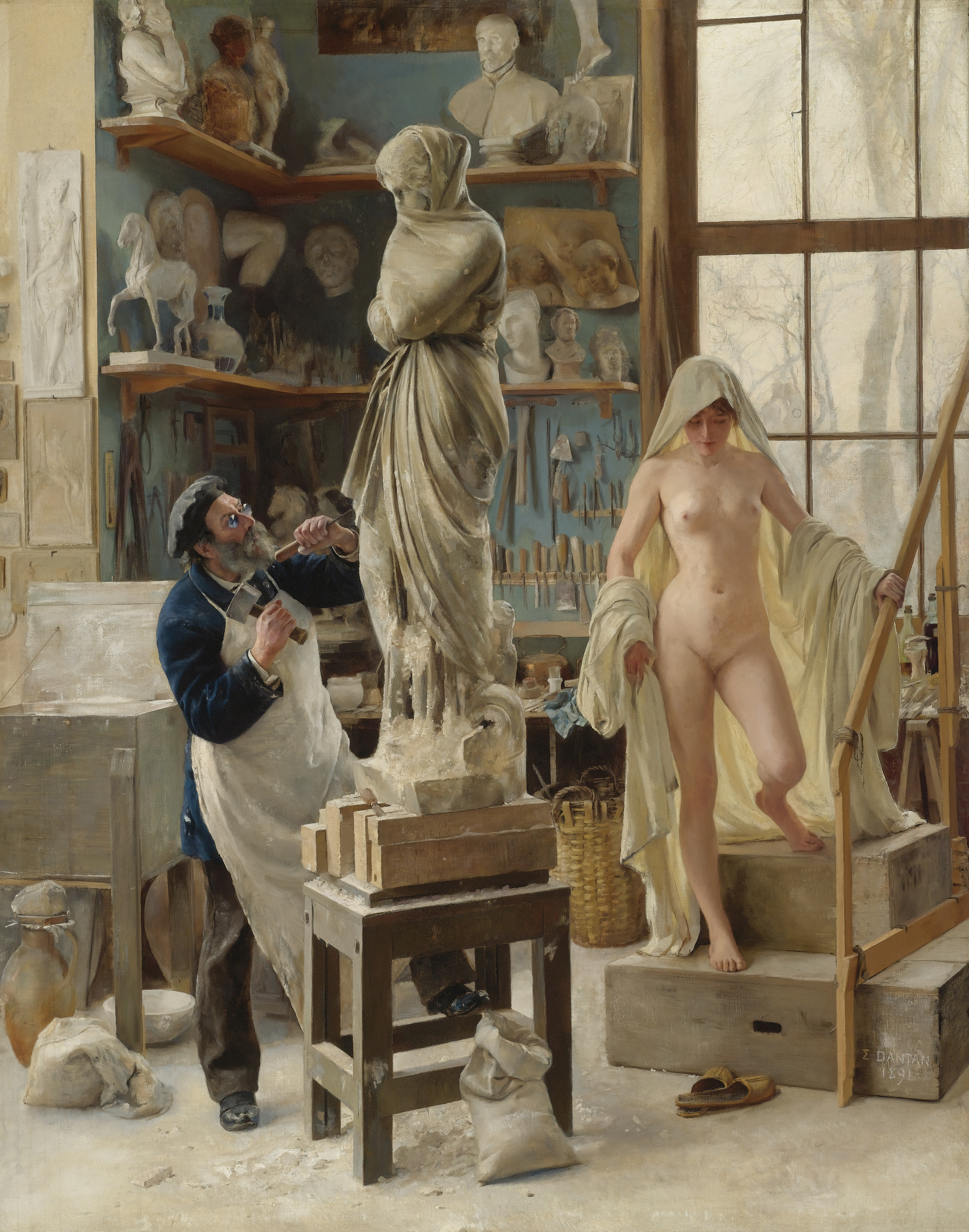
Restauro (1890 circa)